# Martin Gould
Martin Gould, född 14 september 1981 i Harrow, London, är en engelsk snookerspelare. 

## Karriär
Gould vann de engelska amatörmästerskapen i snooker 2002, och blev professionell året därpå. Han var nära att kvalificera sig för VM 2003, men svaga resultat i övrigt gjorde att han ramlade ur proffstouren 2004. År 2007 vann han amatörmästerskapen för andra gången, och återtog samma år sin plats på proffstouren. Denna gång med större framgång, han har sakta men säkert klättrat på rankingen och kvalificerade sig för VM både 2009 och 2010. I den sistnämnda turneringen slog han Marco Fu i första omgången och ledde med 6–0, 11–5 och 12–10 mot blivande världsmästaren Neil Robertson. Robertson vände och vann matchen med 13–12.
Gould inledde säsongen 2010/11 lovande, han slog Stephen Hendry i Shanghai Masters innan han förlorade i skiljeframe mot Mark Selby, och i World Open tog han sig ända till kvartsfinal, vilken han förlorade mot Peter Ebdon.
Februari 2016 tog Gould sin första rankingtitel genom att vinna German Masters 2016 efter att ha besegrat Luca Brecel i finalen med 9–5.

### Privatliv
Gould arbetar som croupier på ett casino i norra London, vilket gett honom smeknamnet Solid Gould.

## Vinster

### Rankingtitlar
- German Masters 2016

### Mindre rankingtitlar
- Players Tour Championship 2012, event 2

### Icke-rankingtitlar
- Championship League 2013